# 1930 في فرنسا
فيما يلي قوائم الأحداث التي وقعت خلال عام 1930 في فرنسا.

## سياسة

### تعيين في المنصب
- 14 يناير – موريس فيوليت عضو مجلس الشيوخ في الجمهورية الفرنسية الثالثة.
- 21 فبراير – جورج بونيت ،Minister of Posts and Telecommunications ‏.

### انتهاء فترة المنصب
- 3 فبراير – موريس فيوليت نائب فرنسي.
- 2 مارس – جورج بونيت .

## رياضة
- 20 أبريل – سباق باريس روبيه 1930 الفائزون أنطونين ماغني، Julien Vervaecke [الإنجليزية]‏، Jean Maréchal [الإنجليزية]‏.

## أفلام
من الأفلام التي صدرت هذه السنة في فرنسا:
- 1 يناير – العصر الذهبي من إخراج لويس بونويل.

## كتب
من الكتب التي صدرت هذه السنة في فرنسا:
- 15 نوفمبر – خاتم الزمرد من تأليف موريس لوبلان.

## مواليد

### يناير
- 7 يناير – لوسيان فارمانيان لاعب كرة قدم فرنسي.[1]

### فبراير
- 28 فبراير – ألبرت بوفيت دراج فرنسي.[2]

### مارس
- 25 مارس – روبرت موينيت لاعب كرة قدم فرنسي.

### أبريل
- 14 أبريل – جورج ديكو درّاج طريق فرنسي.
- 29 أبريل – جان روشفور ممثل فرنسي.[3]
- 30 أبريل – بيير فيليكس غوتاري[4]

### مايو
- 1 مايو – أوليفييه بلوخ فيلسوف فرنسي.
- 19 مايو – جان-لوي دو رامبور صحفي فرنسي.
- 22 مايو – ماريسول إيسكوبار فنانة فرنسية.[5]
- 25 مايو – سونيا ريكيال[6]

### يونيو
- 9 يونيو – باربارا مغنية فرنسية.[7]
- 24 يونيو – كلود شابرول مخرج ومنتج أفلام وممثل فرنسي.[8]
- 26 يونيو – رينيه ديرودر لاعب كرة قدم فرنسي.
- 30 يونيو – بيير ميكيل[9]

### أغسطس
- 1 أغسطس – بيير بورديو[10]
- 23 أغسطس – ميشال روكار سياسي فرنسي.[11]

### سبتمبر
- 1 سبتمبر – ميشال سيريس ميشال سيريس (أجان، 1 سبتمبر 1930) هو فيلسوف وكاتب فرنسي.سيريس من مؤيدي حرية الحصول على المعرفة، ولا سيما ويكيبيديا.[12]
- 2 سبتمبر – فرانسوا ماهي درّاج طريق فرنسي.
- 12 سبتمبر – كرافيلي موسيقي إيطالي.[13]

### أكتوبر
- 1 أكتوبر – فيليب نويريه ممثل فرنسي.[14]
- 7 أكتوبر – جان فوريستير درّاج طريق فرنسي.
- 23 أكتوبر – جيرار بلين[15]
- 29 أكتوبر – نيكي دي سانت فال[16]

### نوفمبر
- 14 نوفمبر – بيير بيرج رجل أعمال فرنسي.[17]
- 19 نوفمبر – برنار نويل[18]
- 19 نوفمبر – بول دوكاستلجو
- 26 نوفمبر – جاكيس فويكس لاعب كرة قدم فرنسي.
- 29 نوفمبر – جان فنسان لاعب كرة قدم فرنسي.[19]
- 30 نوفمبر – جاك هامل كهنوت فرنسي.[20]

### ديسمبر
- 3 ديسمبر – جان-لوك غودار[21]
- 4 ديسمبر – رينيه بريفات درّاج طريق فرنسي.
- 6 ديسمبر – أندريه ليرون لاعب كرة قدم فرنسي.[22]
- 11 ديسمبر – جان لوي ترينتينيان ممثل فرنسي.[23]

## وفيات

### أبريل
- 27 أبريل – تشارلز ديرينيس (مواليد 1882) شاعر فرنسي.[24]

### نوفمبر
- 30 نوفمبر – ميشيل فيوشانج (مواليد 1904)[25]